# Дезерт-Сентер (Каліфорнія)
Дезерт-Сентер (англ. Desert Center) — переписна місцевість (CDP) в США, в окрузі Ріверсайд штату Каліфорнія. Населення — 256 осіб (2020).

## Географія
Дезерт-Сентер розташований за координатами 33°44′16″ пн. ш. 115°22′0″ зх. д. / 33.73778° пн. ш. 115.36667° зх. д. (33.737799, -115.366622).  За даними Бюро перепису населення США в 2010 році переписна місцевість мала площу 78,80 км², уся площа — суходіл.

### Клімат
| Клімат : Дезерт-Сентер | Клімат : Дезерт-Сентер | Клімат : Дезерт-Сентер | Клімат : Дезерт-Сентер | Клімат : Дезерт-Сентер | Клімат : Дезерт-Сентер | Клімат : Дезерт-Сентер | Клімат : Дезерт-Сентер | Клімат : Дезерт-Сентер | Клімат : Дезерт-Сентер | Клімат : Дезерт-Сентер | Клімат : Дезерт-Сентер | Клімат : Дезерт-Сентер | Клімат : Дезерт-Сентер |
| Показник               | Січ.                   | Лют.                   | Бер.                   | Квіт.                  | Трав.                  | Черв.                  | Лип.                   | Серп.                  | Вер.                   | Жовт.                  | Лист.                  | Груд.                  | Рік                    |
| Середній максимум, °C  | 19,2                   | 22,1                   | 26,2                   | 30,2                   | 35,4                   | 39,9                   | 42,2                   | 41,2                   | 38,2                   | 31,9                   | 24,1                   | 18,7                   | 30,8                   |
| Середній мінімум, °C   | 4,9                    | 7,2                    | 9,6                    | 12,9                   | 17,7                   | 21,8                   | 25,8                   | 25,3                   | 21,1                   | 15,1                   | 8,3                    | 4,3                    | 14,5                   |
| Норма опадів, мм       | 13                     | 13                     | 12                     | 2                      | 2                      | 0                      | 6                      | 17                     | 9                      | 6                      | 6                      | 13                     | 100                    |
| ---------------------- | ---------------------- | ---------------------- | ---------------------- | ---------------------- | ---------------------- | ---------------------- | ---------------------- | ---------------------- | ---------------------- | ---------------------- | ---------------------- | ---------------------- | ---------------------- |
| Джерело:               |                        |                        |                        |                        |                        |                        |                        |                        |                        |                        |                        |                        |                        |

## Демографія
Згідно з переписом 2010 року, у переписній місцевості мешкали 204 особи в 85 домогосподарствах у складі 48 родин. Густота населення становила 3 особи/км².  Було 140 помешкань (2/км²).
Расовий склад населення:
| - 80,4 % — білих - 1,5 % — корінних американців - 1,0 % — азіатів - 0,5 % — чорних або афроамериканців - 12,3 % — осіб інших рас |

До двох чи більше рас належало 4,4 %. Частка іспаномовних становила 18,6 % від усіх жителів.
За віковим діапазоном населення розподілялося таким чином: 19,6 % — особи молодші 18 років, 58,3 % — особи у віці 18—64 років, 22,1 % — особи у віці 65 років та старші. Медіана віку мешканця становила 47,5 року. На 100 осіб жіночої статі у переписній місцевості припадало 106,1 чоловіків;  на 100 жінок у віці від 18 років та старших — 102,5 чоловіків також старших 18 років.
Середній дохід на одне домашнє господарство  становив 50 585 доларів США (медіана — 55 139), а середній дохід на одну сім'ю — 51 998 доларів (медіана — 55 972). За межею бідності перебувало 31,5 % осіб, у тому числі 100,0 % дітей у віці до 18 років та 0,0 % осіб у віці 65 років та старших.
Цивільне працевлаштоване населення становило 80 осіб. Основні галузі зайнятості: транспорт — 32,5 %, мистецтво, розваги та відпочинок — 30,0 %, науковці, спеціалісти, менеджери — 12,5 %, інформація — 6,3 %.